# Бджолоїдка оливкова
Бджолоїдка оливкова (Merops superciliosus Linnaeus, 1766) — вид птахів роду Бджолоїдка (Merops) родини Бджолоїдкові (Meropidae).

## Таксономія
Довгий час цей африканський вид щурок розглядали у широкому розумінні, включаючи до його складу два палеарктичні види:
- Merops persicus (бджолоїдка зелена)
- Merops philippinus (бджолоїдка філіппінська)

## Згадки для України
Вид Merops superciliosus Linnaeus, 1766 неодноразово наводили для фауни України.
Зокрема, він згаданий у таких виданнях як:
- 1962 — визначник птахів України (Воїнственський, Кістяківський, 1962),
- 2002 — визначник птахів України (Фесенко, Бокотей, 2002),
- 2007 — анотований список птахів України (Фесенко, Бокотей, 2007).

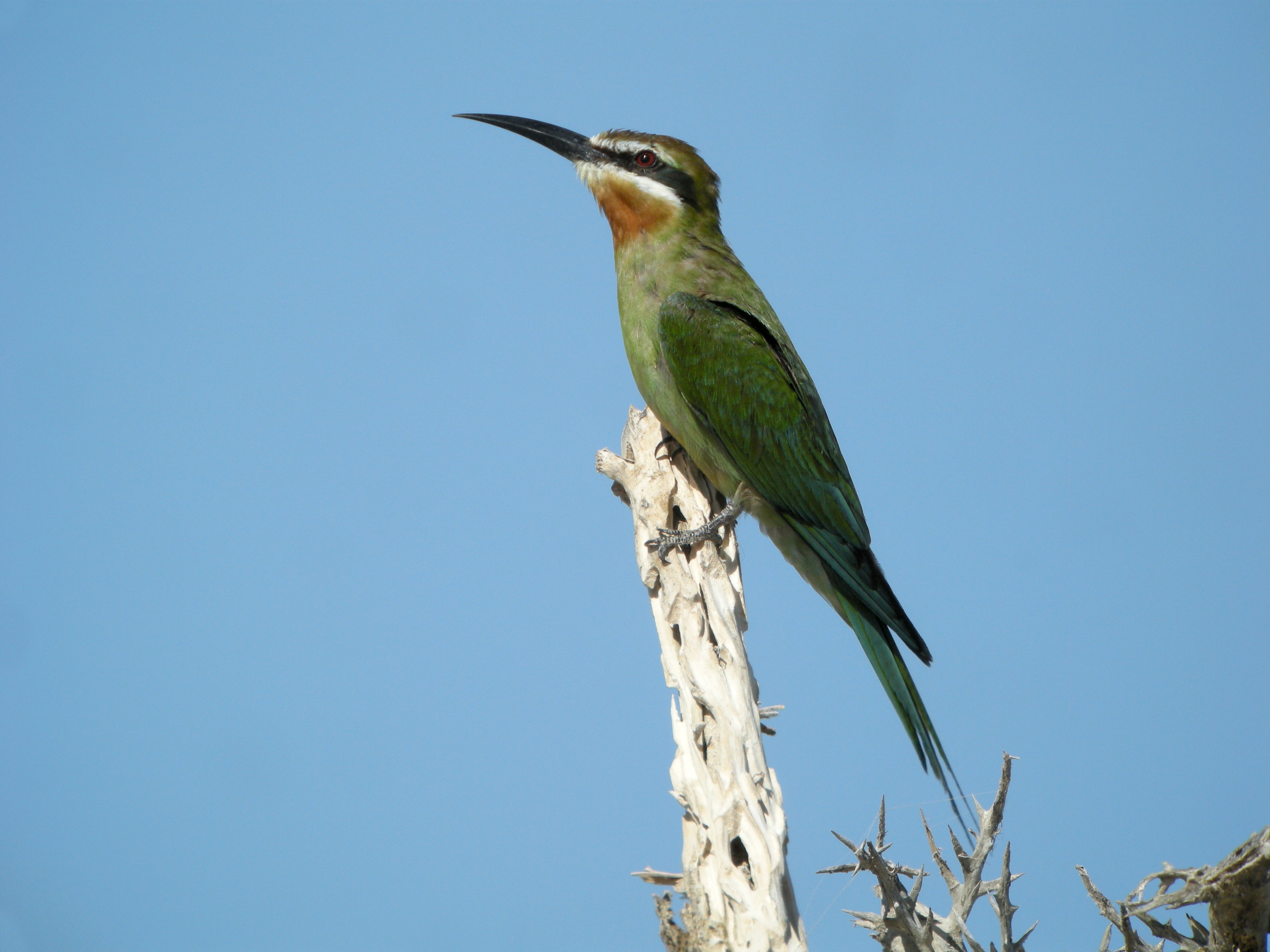
Merops superciliosus — вид, зі складу якого виокремили Merops persicus

Очевидно, це пов'язано з неправильним застосуванням назви Merops superciliosus для виду «щурка зелена» — рідкісного птаха, відомого для степової зони України, який має бути віднесений до виду Merops persicus.